# Сектет
| z · k · X1 · X1 | P3 |

| z · k · X1 · X1 | P3 |

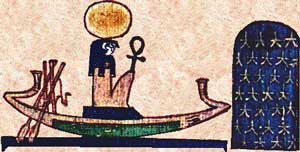
Лодка, в которой Ра путешествует по дневному небу.

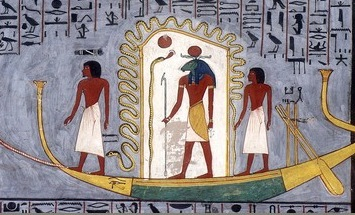
Лодка, в которой Ра путешествует по подземному миру.

Сектет — в египетской мифологии одна из двух лодок, в которой Ра с солнечным диском над головой ежедневно путешествовал по небу. После путешествия в лодке Атет, в которой Ра пребывал с утра до полудня, он пересаживается в лодку Сектет, в которой будет путешествовать с полудня и до сумерек. В ночное время Ра отправляется в путешествие по подземному миру, в котором ему предстоят ожесточённые сражения с его многочисленными врагами и самым главным врагом — змеем Апопом.